# Cantonul Saint-Aignan-sur-Roë
Cantonul Saint-Aignan-sur-Roë este un canton din arondismentul Château-Gontier, departamentul Mayenne, regiunea Pays de la Loire, Franța.

## Comune
| Comune                  | Populație (1999) | Cod poștal | Cod INSEE |
| ----------------------- | ---------------- | ---------- | --------- |
| Ballots                 | ...              | 53350      | 53018     |
| Brains-sur-les-Marches  | ...              | 53350      | 53041     |
| Congrier                | ...              | 53800      | 53073     |
| Fontaine-Couverte       | ...              | 53350      | 53098     |
| Renazé                  | ...              | 53800      | 53188     |
| La Roë                  | ...              | 53350      | 53191     |
| La Rouaudière           | ...              | 53390      | 53192     |
| Saint-Aignan-sur-Roë    | ...              | 53390      | 53197     |
| Saint-Erblon            | ...              | 53390      | 53214     |
| Saint-Michel-de-la-Roë  | ...              | 53350      | 53242     |
| Saint-Saturnin-du-Limet | ...              | 53800      | 53253     |
| Senonnes                | ...              | 53390      | 53259     |